# Estefanía Villarreal
Estefanía Villarreal (Monterrey, 11 de março de 1987) é uma atriz e cantora mexicana. Estreou como atriz quando fez parte do elenco principal da telenovela Rebelde (2004–06), interpretando a personagem Celina Ferrer, voltando a interpretar a personagem na série Rebelde (2022) da Netflix. 
Mesmo tendo a forma longe dos padrões estéticos (Plus Size), é considerada uma das mais simpáticas do elenco, onde acabou virando uma das melhores amigas da protagonista da trama, Mia Colucci (Anahí).

## Biografia
Estefanía Villarreal nasceu em 11 de Março de 1987, em Monterrey, Nuevo León. Estreou-se em 2004 e trabalhou na produção Rebelde interpretando a personagem Celina Ferrer. Em 2007 trabalhou em 2 capítulos especiais da série mexicana RBD: la familia compartilhando créditos com seus ex-companheiros de Rebelde.
Depois de três anos sem aparecer na televisão, em 2012, o produtor Ignacio Sada Madero deu-lhe a oportunidade de interpretar Tamara Lopez na novela Un refugio para el amor com Zuria Vega e Gabriel Soto.
Em 2014 participou da novela Camelia la Texana com Danna Garcia. Nesse mesmo ano trabalhou na produção de Giselle González Yo no creo en los hombres fazendo o papel de Doris ao lado de Adriana Louvier, Flavio Medina, Azela Robinson, Lenny de la Rosa e novamente com Gabriel Soto.
Em 2016 voltou a trabalhar com Pedro Damián em sua nova produção Despertar contigo, interpretando Frida. Em 2022, voltou a dar vida a personagem Celina Ferrer na nova versão de Rebelde, produzida pela Netflix.

## Filmografia
| Televisão | Televisão                 | Televisão                  |
| Ano       | Título                    | Papel                      |
| --------- | ------------------------- | -------------------------- |
| 2022      | Rebelde                   | Celina Ferrer Mitre        |
| 2018      | Y mañana será otro día    | Nora Solé                  |
| 2016      | Despertar contigo         | Frida Díaz de la Vega      |
| 2014-2015 | Yo no creo en los hombres | Doris Balbuena             |
| 2014      | Camelia la Texana         | Mireya Osuna               |
| 2012      | Un refugio para el amor   | Tamara López               |
| 2012      | Como dice el dicho        | Samantha                   |
| 2009      | La Rosa de Guadalupe      | Nena / Estrellita / Marión |
| 2008-2009 | Cuidado con el ángel      | Soraya Linares             |
| 2007      | RBD, la familia           | Ceci                       |
| 2004-2006 | Rebelde                   | Celina Ferrer Mitre        |
| 2000      | Carita de Ángel           | Maite Conde                |

## GrupoC3Q'S(2005)
Originalmente C3Q'S foi criada para protagonizar um marca de shampoo no México. Em contrato com a Televisa essa rede de shampoo promoveu sua marca na 2a temporada da novela Rebelde, e acabou criando um grupo, com as 3 co-protagonistas da novela. Angélique Boyer, Estefania Villarreal e Zoraida Gómez. Nenhum álbum de estúdio foi lançado, somente o single No Me Importa que foi um sucesso no México. As atividades do grupo se encerrou em 2006, um pouco antes do final da novela Rebelde.